# کامی بنجامین
 کامی بنجامین (انگلیسی: Camille Benjamin؛ زاده ۶ فوریهٔ ۱۹۶۶) یک تنیس‌باز اهل ایالات متحده آمریکا است.